# Signe Lund
Signe Lund, född 15 april 1868 i Farsund, död 6 april 1950 i Oslo, var en norsk pianist och kompositör. Hon har komponerat mer än 60 verk.

## Biografi
Signe Lund var dotter till  överstelöjtnant Henrik Louis Bull Lund och hans hustru pianisten Birgitte Theodora Carlsen och bror till konstnären Henrik Lund. 
Hon uppmärksammades av Edvard Grieg och Johan Svendsen och studerade för Iver Holter, Erika Nissen och Per Winge  på Musikkonservatoriet i Oslo. Hon utbildade sig även i Berlin hos Wilhelm Berger samt i Köpenhamn och Paris. Lund gifte sig 1889 med läkaren Jørgen Skabo och senare med den franske arkitekten George Robard och fick totalt fyra barn.
Hon flyttade till USA och  blev medlem av socialistiska  Nonpartisan League. Mellan 1902 och 1918 bodde hon i New York där hon arbetade som musiklärare och därefter i Chicago till 1920. Lund fick den kungliga fortjenstmedaljen av guld 1929 för att medverka till att förhållandet mellan USA och Norge stärktes.

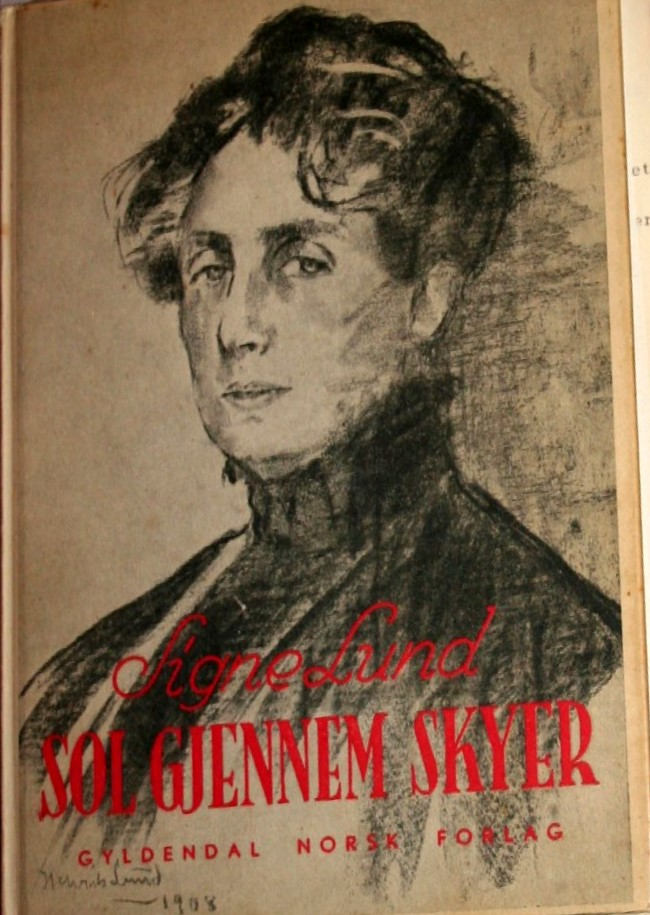
Sol gjennem skyer med författarporträtt av Henrik Lund.

Lund var medlem i Nasjonal Samling från 1935 till 1945 och fick konstnärsgage 1942–1945. År 1943 komponerade hon stråkkvartetten Føreren kaller till ära för Adolf Hitler. Hennes självbiografi Sol gjennem skyer, livserindringer publicerades 1944 men upplagan makulerades 1945.
Efter andra världskriget bodde hon på en gård i Krødsherad och dog i Oslo 1950.

## Eftermäle
År 1994 spelade Kjell Bækkelund in hennes  Skumring på CD:n Arietta.  
År 2010 hölls Lunddagarna i Farsund där sopranen Birgitte Ekle och pianisten Atsko Kogure  gav en konsert med hennes sånger. De spelades senare in på en CD med titeln 14 sanger av Signe Lund.